# Nekrolog de Bach
Nekrolog (en allemand) est le nom sous lequel la nécrologie de Jean-Sébastien Bach, parue quatre ans après la mort du compositeur, est généralement indiquée. C'est un ouvrage reconnu comme source biographique encore aujourd'hui.

## Publication
Le "Nekrolog" est issu de la Musikalische Bibliothek de Lorenz Christoph Mizler, une série d'articles et de critiques sur la musique, parus entre 1736 et 1754. En tant que tel, c'était l'organe de la Société des sciences musicales par correspondance (de), dont Bach était membre depuis 1747. La nécrologie de Bach est apparue dans son dernier opuscule, volume 4, partie 1, en 1754, ainsi que deux autres nécrologies d'anciens membres de la Société musicale.
Bien que les auteurs ne soient pas nommés dans l'article, ils sont connus pour être Carl Philipp Emanuel, le fils de Bach, et Johann Friedrich Agricola, l'un des étudiants de J-S Bach ,,.

## Contenu
Le "Nekrolog" contient des éléments concernant la famille de Bach ainsi que les lieux où il a vécu, énumère des compositions, et met en scène quelques anecdotes, notamment celle du jeune Jean-Sébastien copiant secrètement une partition appartenant à son frère aîné, l'histoire d'un concours musical que Bach a "remporté par forfait" sur son concurrent fuyant la ville, ou encore la visite de Frédéric le Grand à Sanssouci dans les dernières années de sa vie.
Enfin, comme c'est l'usage, les dernières pages du "Nekrolog" contiennent des vers à la mémoire du compositeur.

### Ancêtres et musiciens de la famille Bach
Le "Nekrolog" entreprend de retracer certains des ancêtres de Bach, énumérant les compositeurs que la famille Bach avait comportés, et développant leur travail (pp. 158-160).

### Jeunesse
Suit une description de la jeunesse de Bach à Eisenach, du séjour avec son frère aîné Johann Christoph à Ohrdruf après la mort de leurs parents et de la période pendant laquelle il était étudiant et choriste à Lunebourg (p. 160-162).
Une page complète est consacrée à l'épisode de la copie secrète du manuscrit de son frère (pp. 160-161). Selon le "Nekrolog", Bach est allé à Lüneburg après la mort de son frère, mais des recherches ultérieures ont montré que Johann Christoph a survécu au moins encore 20 ans.

### Premiers postes (1703-1723)
Ensuite, Bach est suivi à travers ses premiers postes de musicien (pp. 162-166). Là encore, il y a une anecdote détailée sur plus d'une page: l'échec du concours avec Louis Marchand à Dresde, alors que ce dernier avait quitté la ville tôt le matin du jour où le concours était programmé (p. 163-165).

### Leipzig
La description du dernier poste tenu par Bach, en tant que cantor de la Thomaskirche de Leipzig est relativement courte. Mais sa visite à Potsdam en 1747 ainsi que la mort du compositeur en 1750 y sont particulièrement développées (p. 166-167).

### Listes d'œuvres
Suit une liste des compositions imprimées du vivant de Bach, qui omet cependant les cantates imprimées à Mühlhausen ainsi que les mélodies et arias imprimés dans le Gesangbuch de Schemelli (pp. 167-168). La liste des travaux non publiés qui suit est presque détaillée (p. 168-169), et semble exagérer en nombre et / ou indique qu'un grand nombre de compositions de Bach ont été perdues.

### Mariages et enfants
Les paragraphes suivants sont consacrés aux deux mariages de Bach et à ses enfants (p. 169-170).

### Importance en tant que compositeur
Le récit du "Nekrolog" se termine par un résumé des compétences de Bach en tant qu'interprète et de son importance en tant que compositeur, avec, dans le dernier paragraphe, quelques citations quant à son personnage (p. 170-173).

### Poésie
En épilogue au "Nekrolog", les p. 173-176 contiennent des vers en la mémoire de Jean-Sébastien Bach.

## Accueil
Le "Nekrolog" a joué un rôle déterminant pour les biographies du compositeur qui ont été écrites ensuite. Dans l'introduction de la biographie de Jean-Sébastien Bach (en) qu'il a publiée en 1873 et 1880, Philipp Spitta nomme le "Nekrolog" comme l'une des très rares biographies antérieures en laquelle il eût confiance. Même au XXe siècle, les musicologues et biographes de Bach nomment le "Nekrolog" comme source directe de leur travail.

## Sources
- Carl Philipp Emanuel Bach et Johann Friedrich Agricola . "Nekrolog" (titre complet: "VI. Denkmal dreyer verstorbenen Mitglieder der Societät der musikalischen Wissenschafften; C. Der dritte und letzte ist der im Orgelspielen Weltberühmte HochEdle Herr Johann Sebastian Bach, Königlich-Pohlnischer und Churfürstlich Sächsicher Hofcompositeur, und Musikdirector à Leipzig " ), pp. 158–176 dans la Musikalische Bibliothek (de) Lorenz Christoph Mizler, Volume IV Partie 1. Leipzig, Mizlerischer Bücherverlag, 1754.
- A.-E. Cherbuliez [ de ] . Johann Sebastian Bach: Sein Leben und sein Werk . Olten : Otto Walter, 1946.
- Johann Nikolaus Forkel, traduction en anglais, avec notes et annexes, par Charles Sanford Terry . Johann Sebastian Bach: sa vie, son art et son travail . New York: Harcourt, Brace et Howe; Londres: gendarme. 1920. ( version électronique sur Gutenberg.org )
- Philipp Spitta . Johann Sebastian Bach .
  - Premier recueil (livres I – IV). Leipzig: Breitkopf et Härtel . 1873.
    - Troisième édition (1921) sur Archive.org

  - Second recueil (livres V – VI). Leipzig: Breitkopf et Härtel . 1880.
    - Troisième édition (1921) sur Archive.org

  - Johann Sebastian Bach: son travail et son influence sur la musique de l'Allemagne, 1685–1750 en trois volumes. (traduction en anglais par Clara Bell et JA Fuller Maitland. Novello & Co. 1884–1885).
    - Édition 1899: Vol. 1 (Livre I – III) - Vol. 2 (Livre IV – V) - Vol. 3 (Livre VI) sur Archive.org
    - Réimpression en 1992 de l'édition Dover de 1952 (avec note bibliographique de Saul Novack): Vol. 1 (Livre I-III)